# Frank Brazier
Frank Brazier (nascido em 24 de fevereiro de 1934) é um ex-ciclista australiano. Conquistou uma medalha de prata na prova de estrada nos Jogos do Império Britânico e da Commonwealth de 1958 em Cardiff. Brazier competiu nos 4000 m perseguição por equipes nos Jogos Olímpicos de Verão de 1956 e 1960, bem como no contrarrelógio por equipes e estrada em 1960.